# Eupithecia chagnoni
Eupithecia chagnoni är en fjärilsart som beskrevs av Louis W. Swett 1911. Eupithecia chagnoni ingår i släktet Eupithecia och familjen mätare. Inga underarter finns listade i Catalogue of Life.